# جسیکا گالاگر
جسیکا گالاگر (زاده ۱۴ مارس ۱۹۸۶) یک اسکی‌باز آلپاین پارالمپیک، ورزشکار دو و میدانی، دوچرخه‌سوار و قایقران استرالیایی است. او دومین زن استرالیایی در بازی‌های پارالمپیک زمستانی و اولین زن استرالیایی بود که در پارالمپیک زمستانی در بازی‌های ونکوور ۲۰۱۰ مدال گرفت. او در پارالمپیک زمستانی ۲۰۱۴ در سوچی شرکت کرد و مدال برنز گرفت.
او نابینا بوده و نماینده استرالیا در سطح بین‌المللی در سه رشته ورزشی است: اسکی، دو و میدانی و دوچرخه سواری. او علاوه بر دستاوردهای خود در اسکی، نماینده استرالیا در دو و میدانی در پارالمپیک تابستانی ۲۰۱۲ لندن بوده است و در مسابقات جهانی دو و میدانی کرایست چرچ IPC 2011 در پرش طول و نیزه موفق به کسب یک مدال نقره و یک مدال برنز شده است. او همچنین نماینده نوجوانان ایالت ویکتوریا در نت بال و بسکتبال بوده است. گالاگر به همراه راهنمایش مدیسون یانسن برای پارالمپیک ریو ۲۰۱۶ در تیم دوچرخه سواری استرالیا انتخاب شد. هدف بلند مدت او این بود که اولین استرالیایی باشد که در پارالمپیک یا المپیک تابستانی و زمستانی مدال می‌گیرد و در بازیهای ۲۰۱۶ ریو با کسب مدال برنز در تایم تریل B/VI 1000 متر زنان به این هدف رسید
او برای شرکت در پارالمپیک ۲۰۲۴ پاریس، چهارمین پارالمپیک او، (دو زمستان و دو تابستان) در ماده دوچرخه سواری پیست انتخاب شده است.

## زندگی شخصی
گالاگر در ۱۴ مارس ۱۹۸۶ به دنیا آمد و در حومه جیلونگ هایتون زندگی می‌کند. در سال ۲۰۰۹، او از دانشگاه فناوری ملبورن با مدرک کارشناسی ارشد استئوپاتی، فارغ‌التحصیل شد و یک استئوپات است.
در زمان بازی‌های پارالمپیک زمستانی ونکوور ۲۰۱۰، او با جرالد هیدن، اسکی باز نشسته پارالمپیک آمریکایی قرار می‌گذاشت. او سفیر کمیته پارالمپیک استرالیا، Vision Australia ،Seeing Eye Dogs استرالیا، Vision 2020 استرالیا، Kx Pilates و 2XU است.
او از نظر قانونی به دلیل بیماری بست، یک بیماری نادر، نابینا است. او هنگامی که نوجوان بود، با دریافت نتایج آزمایشات در حالی که در مسابقات قهرمانی نتبال کشور زیر ۱۷ سال شرکت می‌کرد، دریافت بینایی خود را از دست می‌دهد. گالاگر برای شرکت در پارالمپیک ۲۰۰۸ پکن در پرش طول، ۱۰۰ متر، پرتاب تیر و دیسک انتخاب شد، اما او در آزمون رده‌بندی خود مردود شد زیرا داوران گفتند که بینایی چشم راست او ۰٫۰۱٪ بهتر از حد نیاز است. در نوامبر ۲۰۰۹، رده‌بندی او به دلیل بدتر شدن بینایی او مجدداً مورد بررسی قرار گرفت و او واجد شرایط رقابت تلقی شد.
گالاگر در ژوئن ۲۰۱۵ به هیئت بورد ویژن ۲۰۲۰ استرالیا منصوب شد و همچنین عضوی از کمیته مالی، مالی و حسابرسی آن است. در مارس ۲۰۱۸ نام او در فهرست افتخار زنان ویکتوریایی ثبت شد. در دسامبر ۲۰۲۳ به گالاگر دکترای افتخاری علوم اجتماعی توسط دانشگاه فناوری ملبورن اهدا شد.

## ورزش

### نت بال، بسکتبال و اسنوبورد
او نت بال و بسکتبال را با رقبای غیرمعلول خود بازی می‌کرد. زمانی برای اولین بار در سطح الیت هر دو ورزش شرکت کرد دریافت در حال از دست دادن دید خود است. در نت بال، او دروازه‌بان و مهاجم و چندین بار نماینده ویکتوریا برای ذخیره تیم زیر ۱۶ سال استرالیا بود. در بخش قهرمانی لیگ ویکتوریا، او برای دو تیم پالادیان آلتونا لایتنینگ بازی کرد. در بسکتبال، او به مدت پنج سال نماینده تیم جیلانگ کتز و همچنین نماینده ویکتوریا کانتری بود. در آن زمان هدف او تبدیل شدن به یک بازیکن حرفه ای نت بال یا بسکتبال بود. او همچنین در لیگ نت بال فوتبال جیلانگ به عنوان نماینده ساوت بارون و لئوپولد بازی کرد. علیرغم اینکه بینایی ضعیفی داشت و به دلیل برنامه تمرینی پارالمپیک یک سوم بازی‌ها را از دست داد، در سال ۲۰۰۷ جایزه بهترین و منصفانه‌ترین جایزه درجه A را به نمایندگی از لئوپولد به دست آورد.
گالاگر همچنین یک اسنوبوردر است و قبل از اینکه به بازی‌های پارالمپیک زمستانی بپردازد، در تعطیلات خود در ویل، کلرادو، به این ورزش می‌پرداخت.

### رقابت‌های اسکی

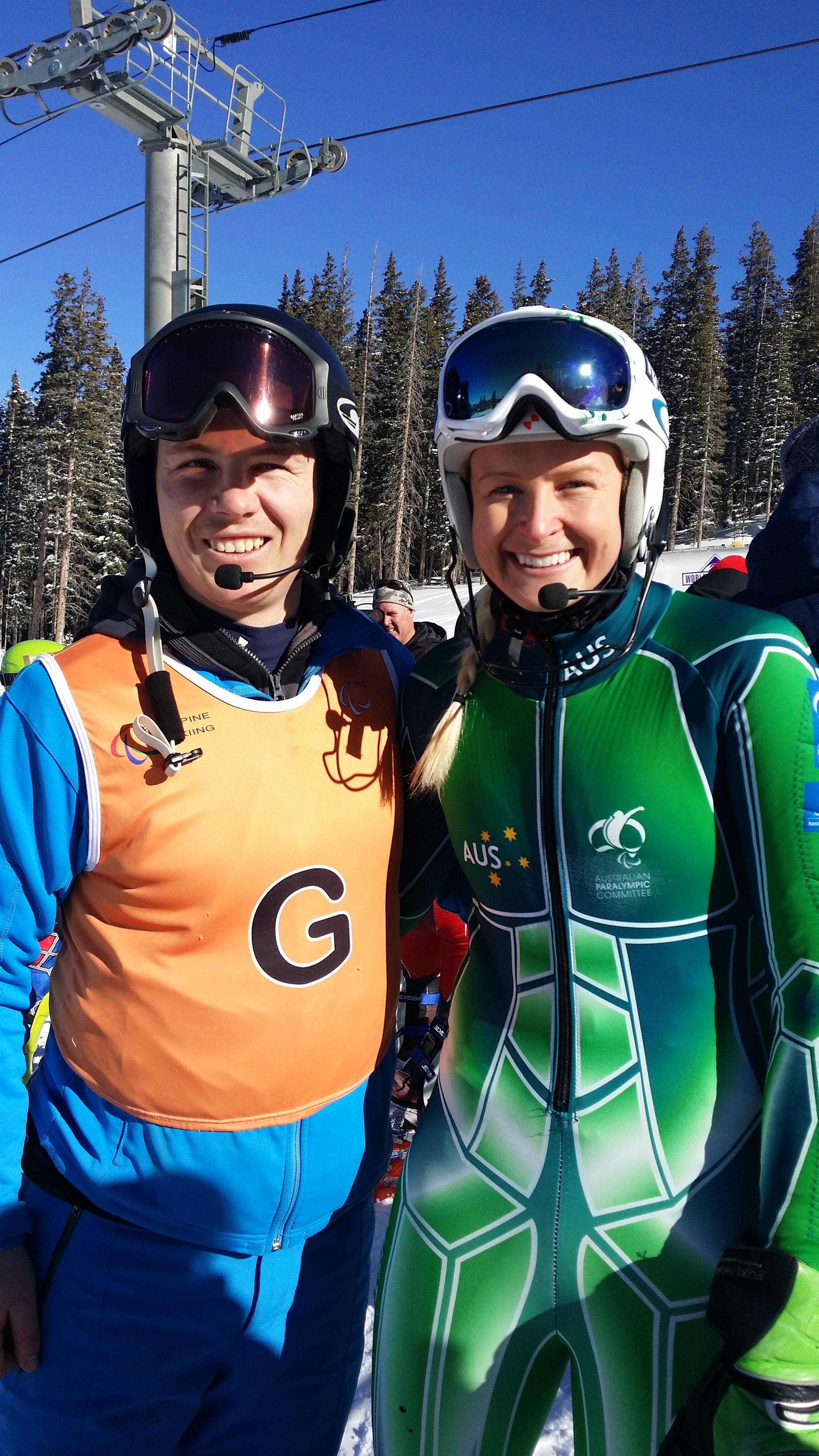
جسیکا گالاگر با راهنمای بینای خود کریستین گایگر در دسامبر ۲۰۱۳. میکروفون‌ها به آنها اجازه می‌داد با یکدیگر ارتباط برقرار کنند.

گالاگر اولین زن استرالیایی بود که در پارالمپیک زمستانی مدال گرفت و دومین زن استرالیایی حاضر در پارالمپیک زمستانی بود. پس از شناسایی استعدادیابی و به دلیل تجربه اسنوبرد، به او فرصت داده شد تا در بالاترین سطوح در اسکی رقابت کند. از آنجایی که او نابینا است، با یک راهنما رقابت می‌کند و اریک بیکرتون راهنمای او است. او توسط استیو گراهام، که همچنین مربی مایکل میلتون سرمربی فعلی برنامه پارالمپیک زمستانی موسسه ورزش استرالیا بوده است مربیگری می‌شود. کمپ او در مرکز آموزشی مؤسسه ورزش ویکتوریا واقع در استادیوم لیک ساید در جنوب ملبورن قرار دارد. در حالی که به‌طور فعال شش روز در هفته تمرین می‌کند، جلسات تمرینی فردی او بین دو تا سه ساعت و در مجموع ده تا دوازده جلسه در هفته طول می‌کشد.
گالاگر برای اولین بار در سال ۲۰۰۹ در بازی‌های زمستانی نیوزلند به نمایندگی از استرالیا حضور داشت و در آنجا مدال طلا گرفت. در ژانویه ۲۰۱۰، او در اولین مسابقات جام جهانی اسکی آلپاین IPC خود در اتریش شرکت کرد و مدال برنز اسلالوم را به دست آورد. قبل از شروع بازی‌های ۲۰۱۰، او در ۹ رویداد جام جهانی شرکت کرده بود.در بیست و چهارمین سالگرد تولد خود، او مدال برنز بازی‌های ونکوور را در رشته اسلالوم زنان با اختلال بینایی به دست آورد، اولین زن استرالیایی بود که این کار را انجام داد. در اولین و دومین رقابت دانهیل خود، او هر دو بار سوم شد، او همچنین در مسابقات اسلالوم غول پیکر زنان با اختلال بینایی در بازی‌های ۲۰۱۰ شرکت کرد، اما پس از مشکلات ارتباطی هدست هفتم شد.
در سال ۲۰۱۳، در جام جهانی اسکی آلپاین IPC در تردبو، نیو ساوت ولز، چند هفته پس از اینکه با راهنمای جدید خود، کریستین گایگر همراه شد، دو مدال نقره اسلالوم به دست آورد. در پارالمپیک سوچی ۲۰۱۴، گالاگر (به هدایت گایگر) مدال برنز جاینت اسلالوم زنان کم بینا را به دست آورد.
او از سال ۲۰۰۹ در انستیتو اسکی آلپاین استرالیا فعال بوده است
موزه ملی ورزش استرالیا پس از کسب مدال برنز او در بازی‌های ونکوور ۲۰۱۰، چندین آیتم مرتبط با او را به نمایش گذاشت.

### دو و میدانی رقابتی
گالاگر یک مسابقه‌دهنده دو و میدانی است،او پس از اطلاع از بازی‌های پارالمپیک وارد دو و میدانی شد. در ارزیابی اولیه، علی‌رغم اینکه او لباس‌های ورزشی معمولی پوشیده بود، پرتابی را انجام داد که مسافت مقدماتی پارالمپیک را برآورده کرد. او دارای چندین رکورد در رده‌بندی F13 از جمله رکوردهای استرالیا و اقیانوسیه در پرش طول، پرتاب نیزه و پرتاب تیر و یک رکورد استرالیا در دیسک است. در دو و میدانی، مربیان او مایک ادواردز و جان بواس بودند. در ژانویه ۲۰۱۱، او در مسابقات جهانی دو و میدانی کرایست چرچ IPC 2011 شرکت کرد و در پرش طول دوم و در پرتاب نیزه با پرتاب ۳۳٫۷۵ متر (۱۱۰٫۷ فوت) سوم شد. حضور او در مسابقات قهرمانی نشان دهنده بازگشت او به ورزش پس از استراحت برای رقابت در اسکی بود.
در پارالمپیک لندن ۲۰۱۲، گالاگر در پرش طول زنان F13 و پرتاب نیزه زنان F12/13 شرکت کرد و به ترتیب پنجم و ششم شد. گالاگر از این نتایج ناامید شد، زیرا در طول تمرین دچار پارگی شدید مینیسک شده بود که او را مجبور به استفاده از عصا در ماه قبل از مسابقه کرد.
گالاگر در مصاحبه ای در سال ۲۰۱۴ بیان کرد که رقابت در پارالمپیک‌های تابستانی و زمستانی چه معنایی برای او دارد. او گفت: من عاشق تجربه فرهنگی منحصر به فردی هستم که هر شهر میزبان به ارمغان می‌آورد. در نهایت، رقابت برای کشور خود در بزرگ‌ترین صحنه ورزشی جهان مانند یک اوجگیری است و خاطرات و تجربیاتی را به ارمغان می‌آورد که تا آخر عمر باقی می‌مانند.

### دوچرخه سواری رقابتی

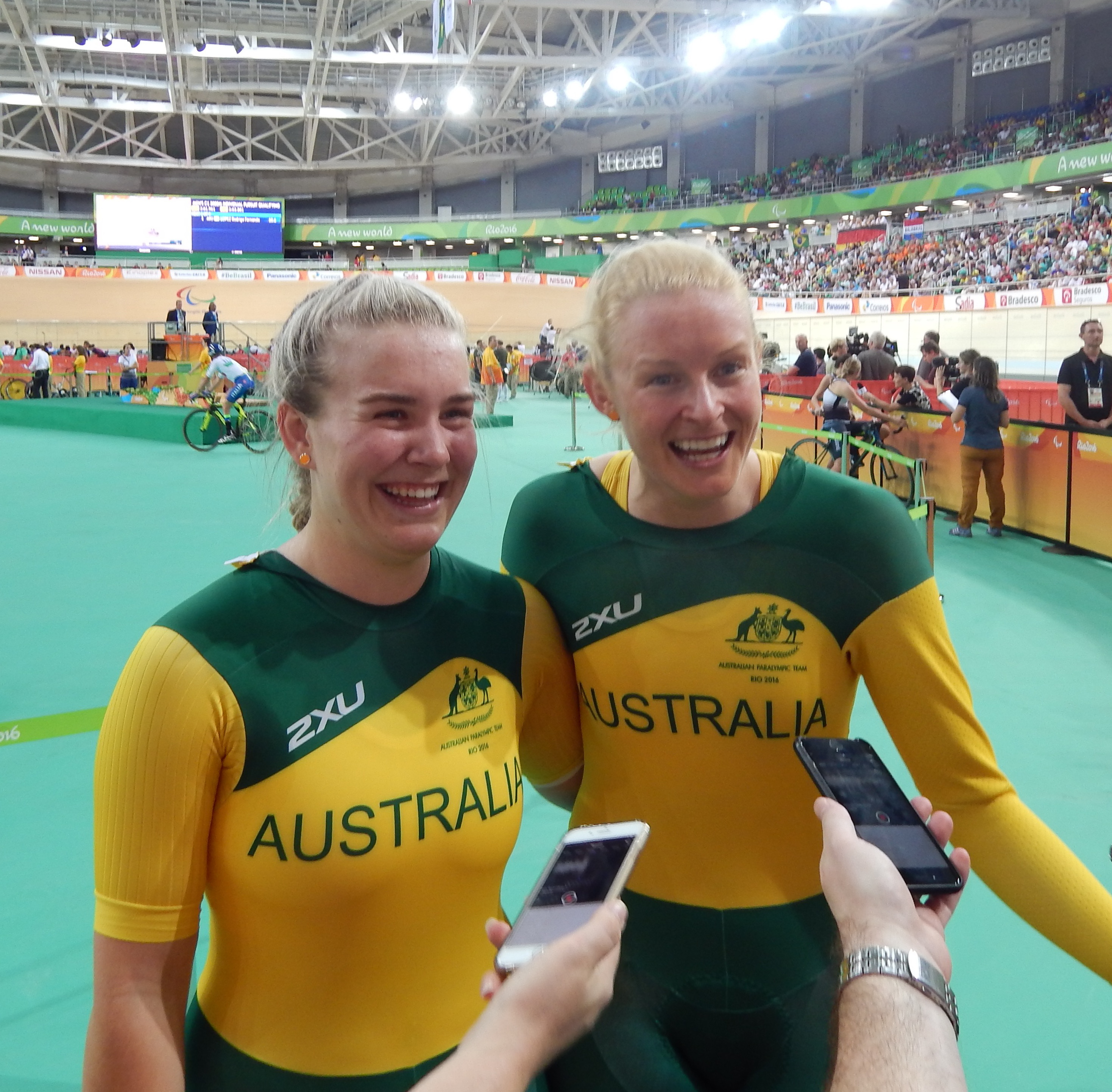
گالاگر (راست) و راهنمایش مدیسون جانسن (چپ) پس از کسب مدال برنز در فینال تایم تریل B/VI 1000 متر زنان.

گالاگر توسط گلن دونی، مربی مؤسسه ورزش ویکتوریا تشویق شد تا دوچرخه سواری کند. تصمیم او برای انتقال به دوچرخه‌سواری پس از اینکه رویداد دو و میدانی مورد علاقه او، پرش طول، در برنامه دو و میدانی پارالمپیک ریو ۲۰۱۶ گنجانده نشد اتخاذ شد. گالاگر معتقد است که دوچرخه سواری در پیست آسان‌تر از اسکی در سراشیبی است. او گفت: «از آنجایی که یک اسکی باز هستم باید با سرعت‌های بالا تحت تغییرات فوق‌العاده شدیدی که دائماً تغییر می‌کند، اسکی کنم. اما دوچرحه سواری یک محیط پایدار دارد.» در مسابقات جهانی پیست پارا دوچرخه سواری UCI 2016 در مونتیچیاری ایتالیا، گالاگر و راهنمایش مدیسون یانسن اولین بازی بین‌المللی خود را انجام دادند. آنها مدال طلای دوی سرعت B زنان در زمان رکورد جهانی را به دست آوردند. در سپتامبر ۲۰۱۶، او اولین استرالیایی شد که در پارالمپیک تابستانی و زمستانی موفق به کسب مدال برنز شد و در پارالمپیک تابستانی ۲۰۱۶ مدال برنز را در تایم تریل B/VI 1000 متر زنان کسب کرد. در المپیک ریودوژانیرو آنان در رشته تعقیبی انفرادی زنان نهم شدند.
گالاگر در مسابقات جهانی پیست پارا دوچرخه سواری UCI 2018 برزیل، به همراه مدیسون یانسن مدال نقره تایم تریل و سرعت دوی دو نفره زنان را به دست آورد.
در مسابقات جهانی پیست پارا دوچرخه سواری UCI 2019 در آپلدورن هلند، او همراه با مدیسون یانسن مدال نقره را در اسپرینگ کسب کرد و در تایم تریل زنان چهارم شد.
در بازی‌های کشورهای مشترک المنافع ۲۰۲۲ در بیرمنگام انگلستان، گالاگر با راهنمایی کیتلین وارد دو مدال طلا گرفت.
در مسابقات جهانی پیست پارا دوچرخه سواری UCI 2022 در سن کوئنتین-آن-ایولین فرانسه، گالاگر با کیتلین وارد دو مدال نقره - دوی سرعت B زنان و تایم تریل B زنان به دست آورد
در مسابقات جهانی پیست پارا دوچرخه سواری UCI 2024 در ریودوژانیرو، برزیل، او با کیتلین وارد دو مدال برنز - دوی سرعت B زنان و تایم تریل B زنان به دست آورد

### قایقرانی رقابتی
گالاگر همراه با الکساندرا واینی، تام برث ویستل، جیمز تالبوت و تیزان کو (کاکس) در مسابقات PR3 Mixed Coxed Four در مسابقات جهانی روئینگ ۲۰۲۲ چهارم شد. در مسابقات قهرمانی قایقرانی جهان ۲۰۲۳، گالاگر به همراه خدمه خود متشکل از تام بیرتویستل، هریسون نیکولز، سوزانا لوتزه و کاکس تیسان کو، عنوان چهارمی مسابقات PR3 Mixed Coxed Four را به دست آورد.